# Antilliaans Dagblad
Het Antilliaans Dagblad is de enige lokale Nederlandstalige ochtendkrant voor Curaçao en Bonaire. De redactie is gevestigd in Willemstad.
De krant verschijnt sinds 1995, aanvankelijk als bijlage van de (toenmalige) Caraïbische editie van het Algemeen Dagblad. Op 1 december 2003 werd het zelfstandig onder leiding van René Zwart. Deze verkocht de krant in mei 2008 aan Mike Willemse.
Langzaam maar zeker heeft het Antilliaans Dagblad een eigen positie verworven en brengt de krant naast lokaal en regionaal nieuws ook nieuws uit Nederland en de rest van de wereld. Ten behoeve van geïnteresseerden buiten Curaçao en Bonaire bestaat er ook een webeditie van het Antilliaans Dagblad.